# Rudolf Cobet

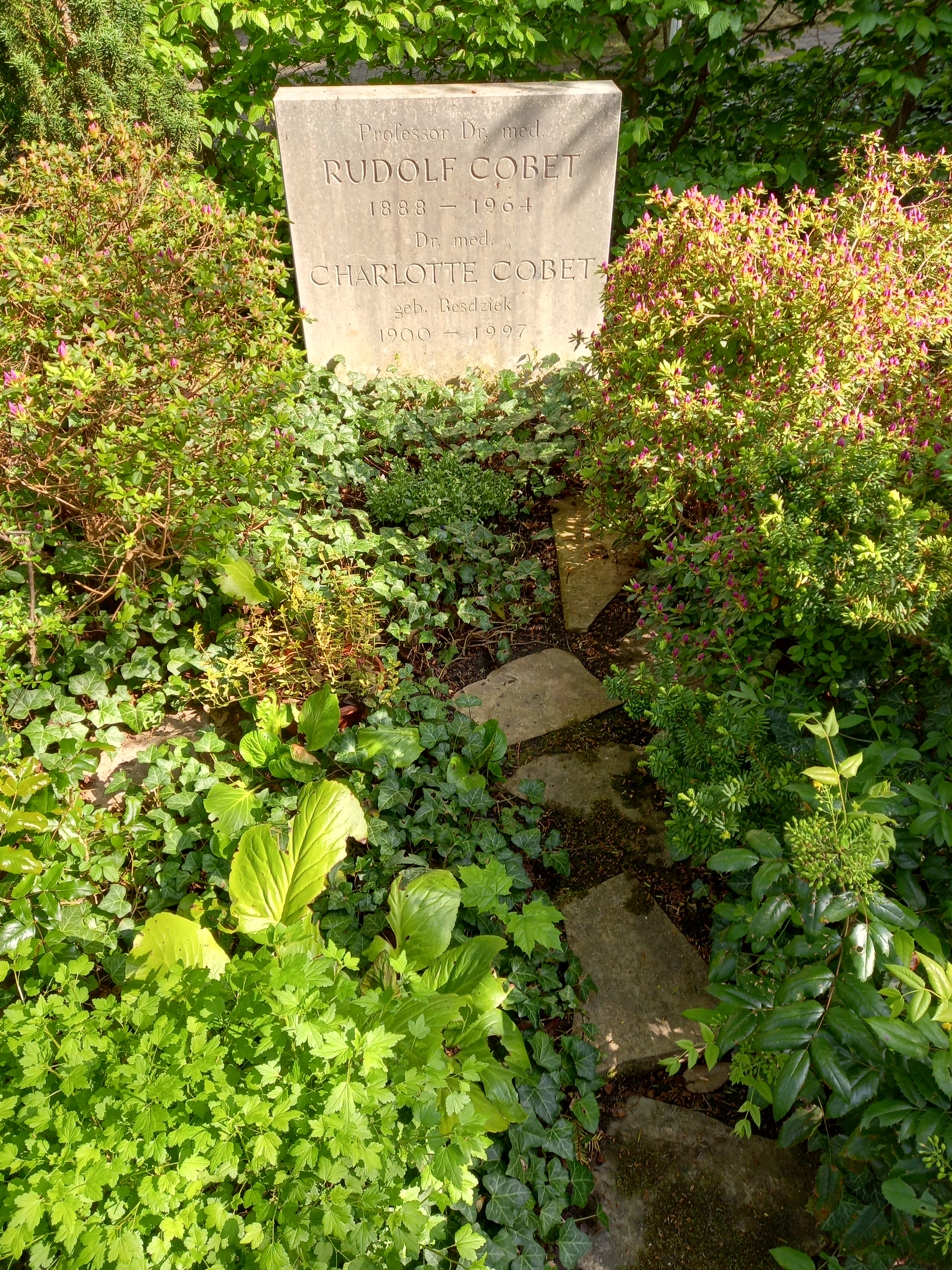
Das Grab von Rudolf Cobet und seiner Ehefrau Charlotte geborene Besdziek auf dem Friedhof Kröllwitz in Halle

Rudolf Cobet (* 2. März 1888 in Laasphe; † 27. Juli 1964 in Halle (Saale)) war ein deutscher Mediziner auf dem Gebiet der inneren Medizin.

## Leben
Rudolf Cobet, der Sohn eines Apothekers gleichen Namens, absolvierte ein Medizinstudium an den Universitäten Jena, Tübingen, München, Marburg und Gießen. Danach ging er erneut an die Jenaer Universität, wo er 1913 zum Doktor der Medizin promovierte und so sein Studium beendete. Im folgenden Jahr begann er als Oberarzt eine bis 1918 andauernde Tätigkeit in mehreren Feldlazaretten. Dafür erhielt er das Eiserne Kreuz II. Klasse.
Nach Kriegsende wurde Cobet als Assistenzarzt an der Universität Greifswald angestellt, die ihn 1920 habilitierte. Im folgenden Jahr wurde er an die Universität Jena als Oberarzt und Privatdozent berufen. Zwei Jahre später beförderte ihn die Universität zum nichtbeamteten außerordentlichen Professor. An die Klinik der Universität Breslau ging er 1926 als Oberarzt.
Ab dem Jahr 1930 fungierte Cobet als ärztlicher Direktor der Lungenheilstätte in Beelitz-Heilstätten. 1931 habilitierte er um an die Humboldt-Universität zu Berlin. Seine Stelle in Beelitz gab er 1934 auf und wurde ärztlicher Direktor der inneren Abteilung am Berliner Rudolf-Virchow-Krankenhaus. Zwei Jahre später verließ er das Krankenhaus und erhielt an der Universität Halle den Lehrstuhl für innere Medizin. Diese Berufung war nicht unumstritten, denn die NSDAP, der Cobet zum 1. Mai 1933 beigetreten war (Mitgliedsnummer 2.768.486), wollte den NS-Aktivisten Heinz Kürten zu diesem Amt bringen. Daher konnte Cobet die ordentliche Professur erst 1938 einnehmen. Auch wurde er Direktor des Universitätsklinikums. Im Jahr 1939 wurde er zum Mitglied der Leopoldina gewählt.
Seit 1939 arbeitete Cobet in der Heeressanitätsstaffel Halle und wurde danach Oberarzt im Elbinger Reservelazarett. Diese Stelle übte er bis Mai 1940 aus. Im Oktober 1945 musste er die Professur abgeben, konnte sie im Folgejahr aber wieder einnehmen. 1956 schließlich trat er in den Ruhestand. Acht Jahre später verstarb er 76-jährig in Halle.